# Демерик, Николай Николаевич
Николай Николаевич Демерик — российский дипломат, тайный советник. Секретарь консульств в Бейруте (1885) и Салониках (1888). Вице-консул в Битоле (1890), консул в Нише (1895), Канее (1896), генеральный консул в Яссах (1900), Эрзеруме (1901), Бейруте (1902).
В 1904 году назначен гражданским агентом России в Македонии по реализации Мюрцштегской программы.
Атанас Шопов говорил о нём:
Человек умный, с большим опытом, олицетворение русской доброты, прямодушия и искренности. Он неспособен на несправедливость, неспособен делать зло кому-либо.
В 1905—1910 гг. генеральный консул в Салониках. В 1910—1914 гг. — посланник при сенатах вольных Ганзейских городов и в Ольденбурге.